# Économie de l'Islande
L’économie de l’Islande était l'une des plus prospères du monde, avec, en 2006, un revenu par habitant de 42 768 euros, une croissance du produit national brut de 2,6 %, un taux de chômage de 2,9 %, une inflation à 6,7 %, un budget de l’État dégageant un surplus. La seule ombre au tableau était un fort déficit du commerce extérieur. La crise des subprimes l'a touchée frontalement et en 2008 elle doit faire face à la pire crise financière de son histoire, hypothéquant d'autant la prospérité de ce petit État. Le pays reste cependant très riche même aujourd'hui et fait face à un nouveau cycle d'expansion, en témoignent les nombreuses constructions dans la capitale. L'inflation atteint 15 % alors que la monnaie a perdu 60 % de sa valeur
 en octobre 2008. Le PIB par habitant serait passé de 52 000 dollars à 27 000 dollars en octobre 2008
L’économie de l’Islande dépend fortement de la pêche et de ses débouchés, qui comptent pour près de 60 % de ses revenus à l’exportation. La santé de l’économie est tributaire des conditions des marchés des produits de la mer.

## Importations et exportations
Les produits de la pêche en mer comptent pour plus de 60 % des exportations. En vertu des quotas internationaux, l'Islande a le droit de capturer 300 cétacés par an. La viande est en bonne partie exportée. Les autres produits exportés sont l’aluminium, d’autres minerais ferreux, des équipements pour la pêche et le conditionnement des poissons, des vêtements en laine. Le développement récent du tourisme, de l’industrie et des services diversifie les revenus à l’exportation. Le commerce extérieur joue un rôle important dans l’économie islandaise. Les exportations et les importations représentent chacun un tiers du PNB. Les exportations de l’Islande sont à destination de l’Union européenne, des pays de l’Association européenne de libre-échange (AELE), des États-Unis et du Japon.
La politique islandaise relativement ouverte en commerce extérieure, a été renforcée par son admission dans l’espace économique européen en 1993 et par les accords du GATT (Uruguay round). Ces traités ont facilité les exportations islandaises (particulièrement pour des produits de la mer). Cependant, l’agriculture reste largement subventionnée et protégée (avec des droits de douane s’élevant jusqu’à 700 %).

## Inflation
L’économie islandaise est relativement sujette à l’inflation. Pendant les années 1970, le choc pétrolier frappe durement l’Islande. L’inflation s’éleva à 43 % en 1974 et 59 % en 1980. Elle tomba à 15 % en 1987 mais augmenta à 30 % en 1988.
En 2001, la Banque centrale d'Islande a fixé un taux d’inflation maximum de 2,5 % afin d’assurer une stabilité du niveau des prix. Cependant, largement influencée par le « boom » de l’immobilier, l’inflation se maintient à un niveau nettement supérieur à cet objectif (4 % pour 2005), malgré plusieurs relèvements des taux d’intérêts par la banque centrale durant l’année. Le Ministère des finances prévoit que l’inflation devrait se maintenir pratiquement au même niveau jusqu’en 2009 indépendamment de la poussée à la hausse des salaires faisant suite à l’accord salarial intervenu le 15 novembre, le taux d'inflation est de 6,7 % pour 2006.

## Agriculture
Introduite dès l'époque viking et ayant longtemps occupé la majeure partie de la population, l'agriculture en Islande ne représente plus, en raison du climat, qu'1 % du PIB aujourd'hui. Elle se limite essentiellement à l'élevage extensif, surtout ovin, et à quelques cultures vivrières sous serres chauffées par géothermie.

## Tourisme
Le nombre de visiteurs étrangers en Islande augmente, et le tourisme islandais dépasse déjà le chiffre d'affaires de la pêche :
- 2010 : 488 600 visiteurs,
- 2012 : 672 900,
- 2014 : 998 600,
- 2015 : 1 280 000,
- 2016 : 1 700 000 (estimation)[6].

## Matières premières et énergie

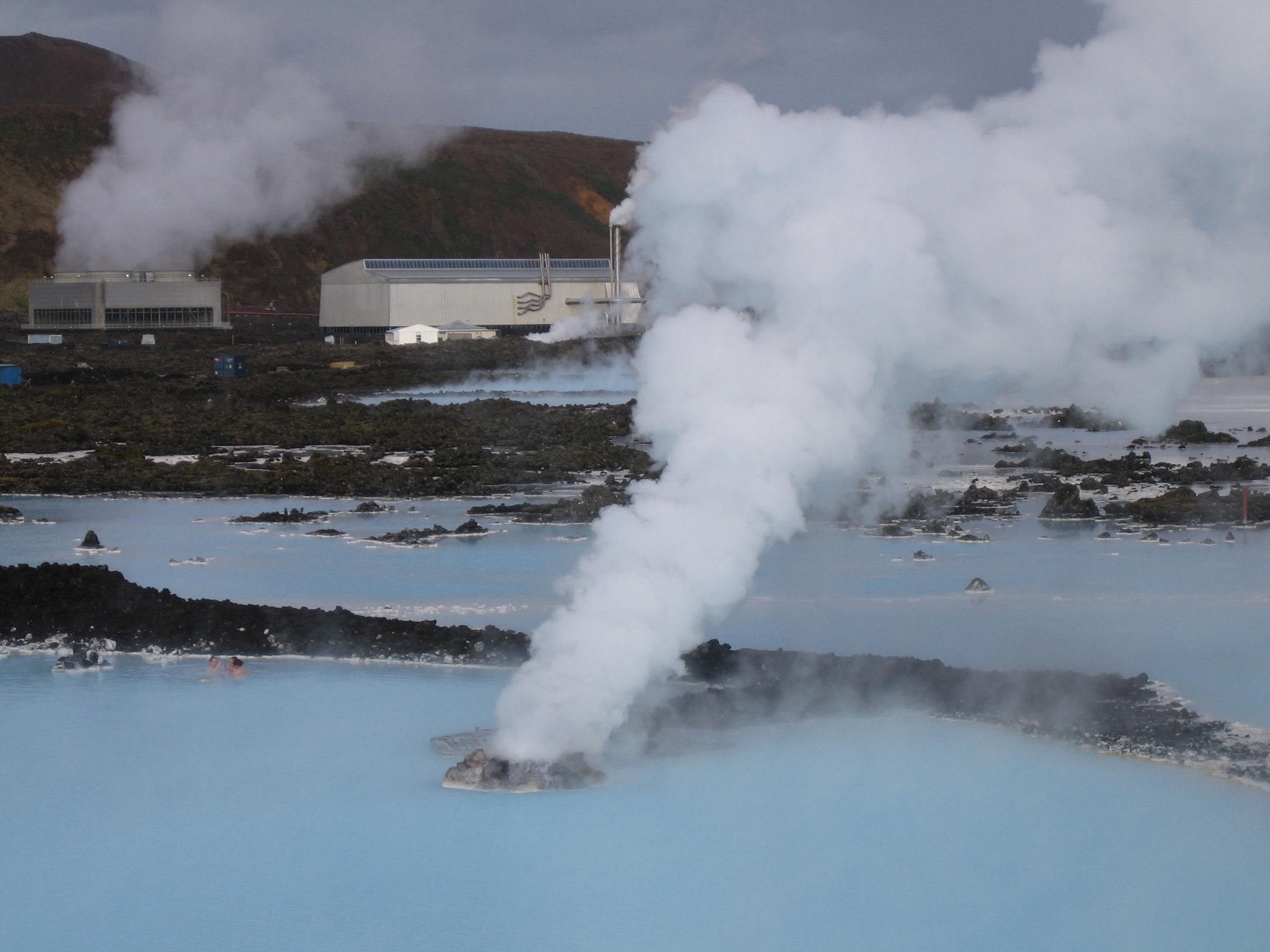
Installation géothermale près de Grindavík.

L’Islande a peu de matières premières : quelques installations d'extraction de diatomite sont en exploitation. Ce micro fossile de diatomées est recherché pour les applications de filtration. Son exploitation est économiquement rentable en Islande car les boues extraites de lacs sont séchées dans des installations automatiques alimentées en vapeur d'origine géothermique.
Le potentiel important d’énergie hydroélectrique et géothermale est de plus en plus exploité. En 1991, 80 % de la population utilisait un système de chauffage basé sur la géothermie.
L’énergie hydroélectrique est exploitée par de nombreux barrages hydroélectriques. Le plus grand sera le Kárahnjúkastíflan (690 MW), en construction jusqu’en 2009, au nord du Vatnajökull. Les autres barrages sont Búrfell (270 MW), Hrauneyjafoss (210 MW), Sigalda (150 MW), Blanda (150 MW), et d’autres encore. L’Islande a envisagé l’exportation de l’électricité qu’elle produit vers le continent européen par un câble sous-marin. Elle cherche aussi à attirer des industries demandant beaucoup d’énergie, tel que la transformation de l’aluminium.

## Aluminium

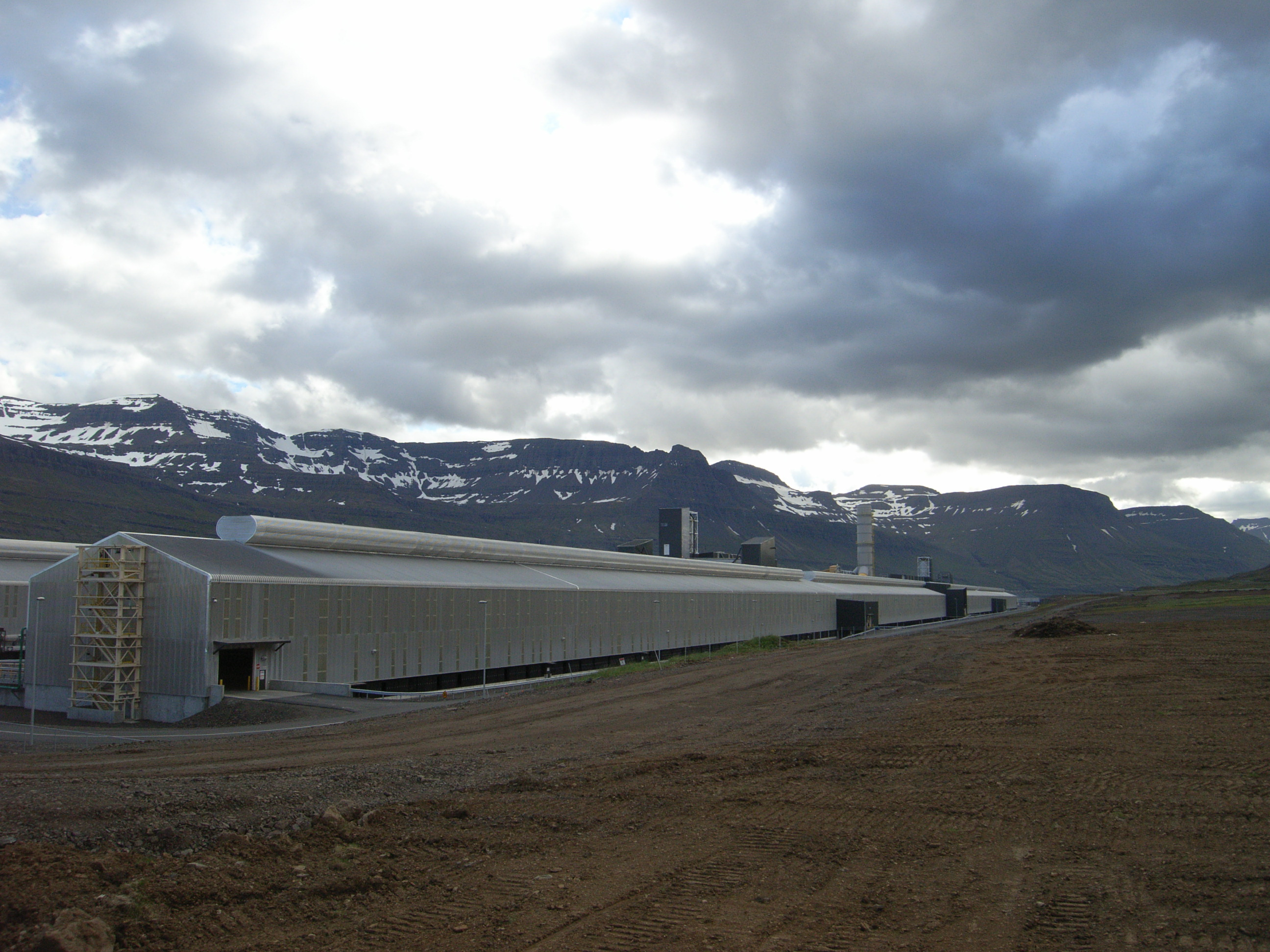
L'usine Fjarðaál à Reyðarfjörður

La production d'aluminium est l'activité industrielle consommant le plus d'énergie en Islande. Ce secteur économique est en plein développement. En 2008, trois usines de production sont d'ores et déjà en fonction et deux sont en cours de planification.
La première usine, qui est propriété du groupe canadien Rio Tinto Alcan, se trouve près de la ville de Hafnarfjörður et est opérationnelle depuis 1969. Sa capacité initiale n'était que de 33 000 tonnes par année, mais elle a été agrandie à plusieurs reprises pour atteindre une capacité actuelle de 180 000 tonnes. Rio Tinto Alcan étudie également la possibilité d'augmenter la construction à 460 000 tonnes par années. Des négociations sont en cours avec la compagnie électrique nationale Landsvirkjun et Orkuveita Reykjavíkur, une autre compagnie, bien qu'il ne soit pas encore sûr que la ville de Hafnarfjörður donne son feu vert. Les habitants de la ville devront voter sur ce projet d'extension.
La deuxième usine, qui est propriété de Norðurál, une filiale de la compagnie américaine Century Aluminium Company, se trouve à Grundartangi, près de la ville d'Akranes, dans l'ouest de l'Islande. Elle a commencé à fonctionner en 1998 avec une capacité de 220 000 tonnes par année. Cette capacité est d'ores et déjà passée à 260 000 tonnes après des travaux d'agrandissement qui se sont terminés à la fin de l'année 2007.
La troisième usine, qui est propriété du groupe américain Alcoa, se trouve près de la ville de Reyðarfjörður et est opérationnelle depuis 2008. L'usine, nommée Fjarðaál (aluminium des fjords) a une capacité de 322 000 tonnes par année, ce qui en fait la plus grande usine d'aluminium actuellement en fonction en Islande. La compagnie Landsvirkjun est en train de construire la centrale hydroélectrique de Kárahnjúka qui compte cinq barrages et une puissance maximale de 690 MW. Ce projet hydroélectrique a rencontré une forte opposition des milieux écologistes.
Alcoa étudie désormais la possibilité de construire une seconde usine en Islande, près d'Húsavík. Cette usine, d'une capacité de 220 000 tonnes par année, serait alimentée entièrement par la géothermie. La construction, si l'entreprise obtient une autorisation, ne commencera pas avant 2010.
Enfin, la compagnie Norðurál souhaite elle aussi construire une seconde centrale, près de Helguvík. Elle devrait avoir une capacité initiale de 150 000 tonnes par année, avec une expansion possible jusqu'à 250 000 tonnes.
En 2018, le film Woman at War évoque le combat d'une islandaise contre l'exploitation de l'aluminium sur son île.

## Transport
Le principal moyen de transport en Islande est la route. La route 1 relie les plus grands centres habités en faisant le tour de l’île. Des routes secondaires desservent des villes moins importantes et des villages.
Des liaisons aériennes régulières relient Reykjavik aux principales villes. La navigation le long des côtes est réservée au transport de marchandises. Elle tend à être supplantée par le transport par camion, malgré les difficultés à maintenir un bon état des revêtements constitués parfois simplement de terre, et soumis aux torrents de boue déclenchés par une brusque fusion de glaciers recouvrant les volcans.
L’Islande n’a pas de chemins de fer.
La compagnie aérienne nationale  Icelandair  assure des liaisons de l’aéroport de Keflavík vers l’Amérique du Nord et l’Europe. La compagnie à bas prix Iceland Express  relie Keflavík  à quelques destinations en Europe occidentale telles que Londres et Copenhague.
Il est possible d'accéder au pays, en été, par ferry depuis le Danemark ou la Norvège après une escale aux îles Féroé.

## Accords économiques
L’Islande adhéra à l’Association européenne de libre-échange (AELE) en 1970 et participa à un accord douanier avec l’Union européenne en 1973. À la suite de son adhésion à l’Espace économique européen en 1994, il y a une liberté de mouvement du capital, du travail, des biens et des services entre l’Islande et les pays de l’Union européenne. Cependant, le gouvernement islandais s'est, jusqu'à la crise économique de 2008-2009, opposé à l’adhésion à l’Union européenne, principalement par crainte de la perte de contrôle de sa politique de pêche.

## Politique économique
Il est important de noter qu'en 2008, le classement mondial des États par libertés économiques mis à jour chaque année par l'Heritage Foundation fait apparaître l'Islande au 14e rang aux côtés du Luxembourg et des Pays-Bas.